# Karl Roth (Medailleur)
Karl Roth (* 16. Juli 1900 in München; † 5. Februar 1967 ebenda) war ein deutscher Medailleur, Maler und Bildhauer.

## Leben
Karl Roth war das dritte Kind des Kunstmalers Alois Roth und dessen Ehefrau Barbara. Er besuchte die Kunstgewerbeschule in München und studierte anschließend Bildhauerei und Medaillenkunst bei Heinrich Waderé und Maximilian Dasio. 1922 ging er an die Akademie der Bildenden Künste München und wurde Meisterschüler von Hermann Hahn.
In der Zeit des Nationalsozialismus war Roth Mitglied der Reichskammer der bildenden Künste. Er nahm an über 13 Ausstellungen teil, darunter von 1937 bis 1944 an allen Großen Deutschen Kunstausstellungen in München.
Roth war ab 1965 Lehrbeauftragter an der Akademie der Bildenden Künste München.
Roth war seit 1927 mit Maria Klotz verheiratet.

## Arbeiten
Karl Roth hatte sehr vielseitige künstlerische Interessen. Er schuf Tafelbilder, Deckengemälde, Plastiken, Grabsteine, Brunnen und insbesondere Medaillen und Plaketten.
- 1916: Plakette mit dem Gemeindestier von Aschering, in Solnhofener Stein geschnitten, 16 × 21 mm
- 1920: Medaille „Revolution“, mit der er den ersten Preis einer Ausschreibung des Frankfurter Kunstvereins errang
- 1922: Großplastik „Der gute Hirte“
- 1929: Gedenkmünze zum 50-jährigen Priesterjubiläum von Papst Pius XI.[4]
- 1952: Fünf-Mark-Stück zum 100-jährigen Bestehen des Germanischen Nationalmuseums Nürnberg
- 1957: Fünf-Mark-Stück zum 100. Todestag von Joseph von Eichendorff
- 1958: Zwei-Mark-Stück zum 100. Geburtstag von Max Planck (Kursmünze)
- 1958: Medaille zur 800-Jahr-Feier der Stadt München

## Ehrungen
Im September 2008 eröffnete die Staatliche Münzsammlung München im Rahmen der 850-Jahr-Feierlichkeiten der Stadt München die Sonderausstellung „Karl Roth – Ein Münchner Medailleur“, in der über 220 Medaillen und Münzen und weitere Arbeiten von Karl Roth gezeigt werden. Das Begleitbuch besteht aus drei Teilen:
- Porträt – Karla Weberbeck, Alexander Roth, Rulaman Roth: Unser Vater Karl Roth
- Essay – Markus Wesche: Karl Roth als Münchner Medailleur
- Katalog – Kay Ehling: Was ich schaffe ist mein Reich. Das Medaillenwerk des Münchner Künstlers Karl Roth. Staatliche Münzsammlung München, München 2008, ISBN 978-3-922840-23-7.